# 王秉韬
王秉韬（18世纪？—1802年），清朝官员，字含谿，汉军镶红旗人。
王秉韬乾隆十二年（1747年）中举人，由举人授陕西三原县知县，升任河南光州直隶州知州。因事降为浙江按察司经历，改任云南知县。再升为山西保德州知州，有政绩。乾隆五十五年（1790年），擢升为安徽颍州府知府，因审案迟延罢职，乾隆帝下诏以原官发至江苏，补任淮安。嘉庆二年（1797年），调任颍州府。白莲教进犯河南，王秉韬与寿春镇总兵定柱团结数千乡勇，提供粮饷，击败犯境的白莲教徒。大学士朱珪为安徽巡抚，器重他的才干。不久，擢升为广西左江道。因为他在颍州失察放走犯人，降级去官，派他去江南丰、砀主持河工。不久署理庐凤道。嘉庆帝亲政后，朱珪推荐他，擢升为奉天府尹，升任河南布政使。嘉庆五年（1800年），擢升为河东河道总督。
王秉韬治河主张节约费用，择要修筑，不拿不急之工扰民。河北道罗正墀信任劣行幕宾舞弊，曹考通判徐鼐浪费，都被他弹劾纠治。薪料如定额采买，河员滥报便就驳斥，多囤积土防备水涨，浮冒之人因不便其所为，言官也弹劾，皇帝下诏慰勉，让他不要太过于节省。嘉庆七年（1802年），防汛，在工地去世。王秉韬为官方正，不沽名。当时封疆大吏长麟、汪志伊都因廉洁著称，王秉韬说：“长三，汪六名过其实，何足为贵？”继其任为河东河道总督的是嵇承志。